# Rõuge kommun
Rõuge kommun (estniska: Rõuge vald) är en kommun i landskapet Võrumaa i sydöstra Estland. Kommunen ligger cirka 230 kilometer sydost om huvudstaden Tallinn. Småköpingen Rõuge utgör kommunens centralort.
Den nuvarande kommunen bildades den 21 oktober 2017  genom en sammanslagning av dåvarande Rõuge kommun med Haanja kommun, Mõniste kommun och Varstu kommun samt Misso kommun (förutom området Luhamaa, det vill säga byarna Hindsa, Koorla, Kossa, Kriiva, Leimani, Lütä, Mokra, Määsi, Napi, Pruntova, Põrstõ, Saagri, Tiastõ, Tiilige, Toodsi och Tserebi).
Kommunen gränsar till Valga kommun (och landskapet Valgamaa) i väster, Antsla kommun i nordväst, Võru kommun i norr, Setomaa kommun i nordöst samt (som enda kommun i Estland) till både Lettland i söder och Ryssland i öster.

## Geografi
Terrängen i Rõuge vald är lite kuperad.

### Klimat
Trakten ingår i den hemiboreala klimatzonen. Årsmedeltemperaturen i trakten är 1 °C. Den varmaste månaden är juli, då medeltemperaturen är 17 °C, och den kallaste är februari, med −12 °C.

## Orter
I Rõuge kommun finns tre småköpingar och 274 byar.

### Småköpingar
- Misso
- Rõuge
- Varstu

### Byar
- Aabra
- Ahitsa
- Ala-Palo
- Ala-Suhka
- Ala-Tilga
- Andsumäe
- Augli
- Haabsilla
- Haanja
- Haavistu
- Haki
- Hallimäe
- Handimiku
- Hanija
- Hansi
- Hapsu
- Harjuküla
- Heedu
- Heibri
- Hino
- Hintsiko
- Hinu
- Holdi
- Horoski
- Horosuu
- Horsa
- Hotõmäe
- Hulaku
- Hurda
- Hämkoti
- Härämäe
- Häärmäni
- Hürova
- Hürsi
- Hüti
- Ihatsi
- Jaanimäe
- Jaanipeebu
- Jugu
- Järvekülä
- Järvepalu
- Kaaratautsa
- Kadõni
- Kahrila-Mustahamba
- Kahru
- Kaku
- Kaldemäe
- Kallaste
- Kaloga
- Kaluka
- Kangsti
- Karaski
- Karba
- Karisöödi
- Kaubi
- Kaugu
- Kavõldi
- Kellämäe
- Kergatsi
- Kiidi
- Kilomani
- Kimalasõ
- Kirbu
- Kiviora
- Koemetsa
- Kogrõ
- Kokõ
- Kokõjüri
- Kokõmäe
- Kolga
- Korgõssaarõ
- Kotka
- Krabi
- Kriguli
- Kuiandi
- Kuklase
- Kuklasõ
- Kundsa
- Kurgjärve
- Kurvitsa
- Kurõ
- Kuuda
- Kuura
- Kuutsi
- Kõomäe
- Kõrgepalu
- Käbli
- Kähri
- Kängsepä
- Kärinä
- Käänu
- Kääraku
- Külma
- Laisi
- Laitsna-Hurda
- Laossaarõ
- Lauri
- Laurimäe
- Leoski
- Liguri
- Liivakupalu
- Lillimõisa
- Listaku
- Loogamäe
- Lutika
- Luutsniku
- Lükkä
- Lüütsepä
- Mahtja
- Mallika
- Matsi
- Maur
- Meelaku
- Metstaga
- Miilimäe
- Mikita
- Missokülä
- Misso-Saika
- Muduri
- Muhkamõtsa
- Muna
- Muraski
- Murati
- Murdõmäe
- Mustahamba
- Mutemetsa
- Mõniste
- Mõõlu
- Mäe-Lüütsepä
- Mäe-Palo
- Mäe-Suhka
- Mäe-Tilga
- Märdi
- Märdimiku
- Möldre
- Möldri
- Naapka
- Nilbõ
- Nogu
- Nursi
- Ortumäe
- Paaburissa
- Paeboja
- Paganamaa
- Palanumäe
- Palli
- Palujüri
- Parmu
- Parmupalu
- Pausakunnu
- Pedejä
- Peebu
- Peedo
- Petrakuudi
- Piipsemäe
- Pillardi
- Plaani
- Plaksi
- Posti
- Preeksa
- Pressi
- Pugõstu
- Pulli
- Pundi
- Punsa
- Pupli
- Purka
- Puspuri
- Põdra
- Põdramõtsa
- Põnni
- Põru
- Pähni
- Pältre
- Pärlijõe
- Püssä
- Raagi
- Rammuka
- Rasva
- Raudsepa
- Raudsepä
- Rebäse
- Rebäsemõisa
- Resto
- Riitsilla
- Ristemäe
- Ritsiko
- Rogosi-Mikita
- Roobi
- Rusa
- Ruuksu
- Ruusmäe
- Rõuge-Matsi
- Saagri
- Saagrimäe
- Saarlasõ
- Sadramõtsa
- Saika
- Saki
- Sakudi
- Sakurgi
- Saluora
- Sandi
- Sandisuu
- Sapi
- Sarise
- Saru
- Savimäe
- Savioja
- Savioru
- Sika
- Sikalaanõ
- Siksälä
- Simmuli
- Simula
- Singa
- Soekõrdsi
- Soemõisa
- Soodi
- Soolätte
- Soomõoru
- Sormuli
- Suurõ-Ruuga
- Suurõsuu
- Sänna
- Söödi
- Tagakolga
- Tallima
- Taudsa
- Tialasõ
- Tiastõ
- Tiidu
- Tiitsa
- Tika
- Tilgu
- Tindi
- Toodsi
- Trolla
- Tsiamäe
- Tsiiruli
- Tsiistre
- Tsilgutaja
- Tsirgupalu
- Tsolli
- Tsutsu
- Tummelka
- Tundu
- Tursa
- Tuuka
- Tõnkova
- Tüütsi
- Udsali
- Utessuu
- Uue-Saaluse
- Vaalimäe
- Vaarkali
- Vadsa
- Vakari
- Vanamõisa
- Vana-Roosa
- Vastsekivi
- Vastse-Roosa
- Vihkla
- Viitina
- Viliksaarõ
- Villa
- Villike
- Viru
- Vodi
- Vorstimäe
- Vungi
- Väiko-Tiilige
- Väiku-Ruuga
- Vänni